# Ilex fruticosa
Ilex fruticosa är en järneksväxtart som beskrevs av S. Andrews. Ilex fruticosa ingår i släktet järnekar, och familjen järneksväxter. Inga underarter finns listade i Catalogue of Life.